# Gilbert de Mendegaches
Gilbert de Mendegaches, ou Gilbert de Montdragon, mort le 24 juillet 1361 à Lodève, est un prélat français, évêque de Gap puis de Lodève.

## Biographie
Gilbert de Mendegaches appartient à une famille noble du Languedoc. Il est archidiacre de Béziers, chanoine de Mende et chapelain de Clément VI.
Gilbert de Mendegaches est abbé de l'abbaye Saint-Aphrodise de Béziers en 1348, lorsqu'il est nommé par le pape Clément VI, évêque du diocèse de Saint-Pons-de-Thomières de 1349 à 1353. 
Il est alors nommé évêque de Gap jusqu'en 1357 ou 1358. La reine Jeanne l'envoie en qualité d'ambassadeur près de l'empereur Charles IV. 
Cinq ans après sa promotion à l'évêché de Gap, ce prélat quitte cette ville pour aller prendre possession du siège de Lodève en 1358.

## Armoiries
« Écartelé, au 1 et 4 de gueules, au lion d'or, au dragon de gueules (ou de sinople au chevron d'or, chargé de trois trèfles d'azur) ».